# Васильєв Олег Борисович
Олег Борисович Васи́льєв (нар. 19 вересня 1918, Уфа — пом. 2014, Київ) — український живописець; член Спілки художників України з 1968 року.

## Біографія
Народився 19 вересня 1918 року в місті Уфі (тепер Башкортостан, Росія). 1921 року його сім'я переїхала до Києва. 1940 року поступив до Київського художнього інституту, проте припинив навчання через початок німецько-радянської війни. Брав участь у війні. У 1942 році був тяжко поранений на Брянському фронті і після тривалого лікування був комісований і повернувся до Києва. За участь у війні нагороджений орденом Вітчизняної війни І ступеня (6 квітня 1985). З 1944 по 1949 рік продовжив навчання в інституті, в майстерні Карпа Трохименка.
Жив в Києві, в будинку на вулиці Артема № 84, квартира 12. Помер в Києві у 2014 році.

## Творчість
Працював в галузі станкового живопису (в основному створював жанрові картини та пейзажі). Належав до живописців реалістичного спрямування. Серед робіт:
- «Арешт зрадника» (1945);
- «Арсенальці» (1949);
- «Порт Байкал» (1966);
- «Сталеве мереживо» (1967);
- «Земля полтавська» (1968);
- «Сонячний березень» (1969);
- «Напередодні Жовтня» (1969);
- «Володимирська гірка» (1969);
- «Розпилка лісу» (1974—1989, оргаліт, олія);
- «Затока на Шикотані» (1971, папір, акварель);
- «Яки Алтаю» (1978, папір, гуаш);
- «Селище Чарвак» (1979, картон, темпера);
- «Продавець бубнів» (1979);
- «Базар у Култуці» (1979);
- «Гарба» (1979);
- «Коні Чарвака» (1979, картон, темпера);
- «Парники» (1980, полотно);
- «Народження хмар» (1980);
- «Аул Согратль» (1980);
- «У старому аулі» (1980, карто, олія);
- «Сніговий квітень» (1980, картон, темпера);
- «Аул Согратль» (1980, картон, темпера);
- «Кубачинські горизонти» (1980, картон, темпера);
- «Три вежі» (1982);
- «Жінки з водою» (1982);
- «Наперекір часу» (1982, полотно, олія);
- «Після дощу» (1982, папір, темпера);
- «Куточок Ушгули» (1982, папір, гуаш);
- «З роботи» (1982, картон, темпера);
- «Застава» (1983);
- «Визволення Львова» (1983);
- «Арик» (1983, картон, олія);
- «Святковий мотопробіг» (1984, картон, темпера);
- «Місто мореплавців» (1987);
- «Феропонтово» (1988, картон, олія);
- «Старовинна Хіва» (1988, полотно, олія);
- «Автопортрет» (1989);
- «Тюбетейки» (1989);
- «Березень» (1989, оргаліт, темпера);
- «У зимовому парку» (1990);
- «Горянка» (1991);
- «Вечірнє доїння» (1991, полотно, олія);
- «Двір свана» (1991, полотно, олія);
- «Біля причалів Спліта» (1992, полотно, олія);
- «Продавці на прчалі» (1993, полотно, олія);
- «Теплий день» (1995, полотно, олія);
- «Базар біля дороги» (1997, полотно, олія);
- «Алтай. Селище Іня» (2001);
- «Київ святковий» (2002);
- «Дорога біля річки» (2003, картон, олія).

Оформив книгу Спиридона Добровольського «Тече річка невеличка» (1961, Київ).
Брав участь у республіканських виставках з 1945 року, всесоюзних з 1965 року, зарубіжних з 1971 року. Картини експонувалися на Кубі, в Польщі, Фінляндії, Німеччині, Угорщині, Болгарії, Італії, Югославії, Голандії, Пакистані, Шрі-Ланці. Персональні виставки відбулися у Київі у 1990 і 1998 роках.
Окремі твори художника зберігаються у Національному музеї Тараса Шевченка, Національному художньому музеї України, Національному музеї у Львові.